# Poligono regolare improprio
In geometria un poligono regolare improprio è un poligono regolare che ha meno di tre lati e meno di tre vertici. Un poligono regolare improprio diventa una figura degenere in un piano euclideo, ma può essere costruito su di una sfera. Un digono non è una figura degenere se costruito tra due antipodi su un cerchio o su di una sfera.

## Monogono
In geometria un monogono, chiamato anche 1-gono, è un tipo di poligono degenere con uno spigolo e un vertice. Il suo simbolo di Schläfli è {1} e può essere costruito tramite l'alterazione di un digono.
Nella geometria euclidea un monogono con spigoli dritti è un oggetto impossibile, dato che i suoi estremi devono coincidere, diversamente da una qualunque linea retta euclidea. Per questa ragione il monogono non è un vero e proprio poligono nella geometria euclidea.
Nella geometria di un cerchio, un monogono può essere costruito come un vertice e un bordo di 360° che finisce nello stesso punto di partenza.
Su di una geometria sferica un monogono può essere costruito come un vertice su un cerchio massimo (equatore). Questo forma un diedro, con due facce semisferiche monogonali che condividono un bordo di 360° e un vertice. Il suo poliedro duale è l'osoedro, che ha due vertici antipodali, una faccia a fuso di 360° e un bordo formato da un meridiano che ha come estremi i due vertici. Un monogono troncato è un digono.
| Diedro, {1,2} | Osoedro, {2,1} |

## Digono
In geometria un digono, bigono o 2-gono è un poligono con due spigoli e due vertici e viene rappresentato con il simbolo di Schläfli {2}. In una geometria euclidea è un poligono degenerato, ma può essere costruito in una geometria sferica come due archi di 180° che connettono due punti antipodali.

### Nella geometria euclidea
Un digono è un poligono regolare, dato che i suoi due lati sono della stessa lunghezza e i suoi angoli sono entrambi di 0°.
Alcune definizioni di un poligono non considerano il digono come un vero e proprio poligono data la sua degenerazione nella geometria euclidea

### Nella geometria sferica
Una sfera può contenere digoni non degeneri (con un'area diversa da 0) se i vertici sono punti antipodali. L'angolo interno di un vertice può avere qualunque valore da 0° a 360°. Un siffatto poligono è anche chiamato luna sferica.

Un digono su di una sfera

### Nei poliedri
Un digono è considerato una faccia degenerata di un poliedro dato che non ha area e i suoi bordi sono sovrapposti. Ma a volte la sua esistenza può avere un'utilità topologica nella trasformazione di poliedri
Un poliedro può essere topologicamente modificate sostituendo un lato con un digono. Un'operazione come questa aggiunge un lato e una faccia al poliedro anche se il risultato è geometricamente identico. Questa trasformazione non ha effetti sulla caratteristica di Eulero (χ = V − E + F).
Una faccia digona può essere anche creata facendo collassare geometricamente una faccia quadrilatera muovendo coppie di vertici fino a farli coincidere nello spazio. Questo digono può essere rimpiazzato da un singolo lato. Perde una faccia, due vertici e tre lati ma lasciando comunque la caratteristica di Eulero valida.
Classi di poliedri possono essere derivati come degenerazioni dai poliedri primari, dal far coincidere coppie o gruppi di vertici. Per esempio il seguente poliedro uniforme con simmetria ottaedrica (ultimo in tabella) è ottenuto da una degenerazione del cubottaedro troncato.
| Poliedro          | Cubo   | Cubo troncato | Ottaedro troncato | Ottaedro | Cubottaedro | Rombicubottaedro | Cubottaedro troncato |
| ----------------- | ------ | ------------- | ----------------- | -------- | ----------- | ---------------- | -------------------- |
| Immagine          |        |               |                   |          |             |                  |                      |
| Figura al vertice | (2.4)3 | 3.8.2.8       | 2.6.4.6           | (2.3)4   | (3.4)2      | 3.4.4.4          | 4.6.8                |

In queste immagini i bordi tra le facce rosse nei primi due poliedri e le facce colorate di giallo nel terzo e nel quarto, possono essere viste come facce digonali {2}. Nel cubo, le facce gialle degenerano in punti, nell'ottaedro le facce rosse degenerano in punti e nel cubottaedro le facce blu degenerano in punti. Questo principio è usato nella costruzione di Wythoff.